# Janine Hoppe (Richterin)
Janine Hoppe (geboren 6. April 1971) ist eine deutsche Juristin und Richterin. Sie war von 2010 bis 2016 Richterin am Bundespatentgericht in München.

## Beruflicher Werdegang
Janine Hoppe promovierte nach dem Studium der Rechtswissenschaften zur Dr. iur.
Sie war Richterin am Oberlandesgericht Braunschweig, als sie am 28. September 2010 zur Richterin am Bundespatentgericht ernannt wurde. Dort war sie zunächst in einem Marken-Beschwerdesenat eingesetzt, ab 2014 in einem Technischen Beschwerdesenat, ab 2016 in einem Nichtigkeitssenat. Ab 2017 ist sie in den Geschäftsverteilungsplänen des Bundespatentgerichts nicht mehr verzeichnet.
Sie ist im Geschäftsverteilungsplan der Juristischen Beschwerdekammer des Europäischen Patentamtes für 2022 aufgeführt.
Janine Hoppe war 2012 und 2013 Mitglied der Prüfungskommission für Patentanwälte.